# Banksia lullfitzii
Banksia lullfitzii é uma espécie de arbusto endêmica do sudoeste da Austrália Ocidental. Possui folhas lineares com dentes espaçados e pontiagudos nas laterais, flores de coloração dourado-alaranjada a marrom-alaranjada e, posteriormente, até trinta folículos em cada inflorescência.

## Descrição
Banksia lullfitzii é um arbusto muito ramificado, frequentemente rastejante, que geralmente atinge entre 0,8 e 2 metros de altura e desenvolve um lignotúber. Suas folhas são lineares, medindo de 200 a 450 mm de comprimento e de 8 a 18 mm de largura, sustentadas por um pecíolo de 10 a 30 mm. Essas folhas apresentam dentes bem espaçados e de pontas agudas nas margens. As flores são dispostas em uma inflorescência oval a cilíndrica, com 40 a 130 mm de comprimento e 80 a 100 mm de largura quando abertas. Elas exibem tons de dourado-alaranjado a marrom-alaranjado, com a caliptra de 34 a 49 mm de comprimento e um pistilo curvo de 33 a 48 mm. A floração ocorre entre março e maio, e até trinta folículos se desenvolvem em cada inflorescência, parcialmente ocultos pelos restos das flores. Os folículos têm formato elíptico, com 15 a 25 mm de comprimento, 8 a 12 mm de altura e 8 a 10 mm de largura.

## Taxonomia e nomenclatura
A espécie foi descrita pela primeira vez por Charles Gardner [en] em 1966 e nomeada em homenagem ao viveirista Fred Lullfitz [en]. A descrição foi publicada no periódico The Western Australian Naturalist [en], com base em um espécime coletado por Gardner perto de Southern Cross [en].
Em seu artigo de 1981, intitulado The genus Banksia L.f. (Proteaceae) [en], Alex George classificou B. lullfitzii na série Cyrtostylis. No entanto, uma análise cladística do gênero Banksia, realizada por Kevin Thiele [en] e Pauline Ladiges [en] em 1996, concluiu que a série Cyrtostylis era amplamente polifilética, sugerindo que B. lullfitzii deveria ser reorganizada em três séries distintas. Essa proposta, porém, não foi aceita por Alex George, que manteve a espécie na série Cyrtostylis na edição de 1999 da Flora of Australia.

## Distribuição e habitat
Banksia lullfitzii é encontrada em um pequeno número de populações dispersas ao norte de Esperance, estendendo-se até Koolyanobbing [en]. Essas populações crescem em solos de areia amarela profunda, em áreas de vegetação rasteira. Embora poucas populações sejam conhecidas, a espécie não é considerada ameaçada, pois a região tem acesso limitado e foi pouco explorada, sugerindo que sua presença pode estar subestimada. Além disso, uma proporção significativa das populações conhecidas está em reservas naturais, como o Parque Nacional Boorabbin [en], e a baixa pluviosidade da área torna improvável o desmatamento para agricultura nas terras desprotegidas.

## Estado de conservação
A Banksia lullfitzii é classificada como "Prioridade Três" pelo Departamento de Parques e Vida Selvagem do Governo da Austrália Ocidental, o que indica que é pouco conhecida, registrada em poucos locais, mas não enfrenta ameaça iminente.

## Uso em horticultura
As sementes não requerem tratamento especial e levam cerca de 26 dias para germinar.